# Rancid (EP)
Rancid conosciuto anche come I'm Not The Only One, è la prima pubblicazione ufficiale dei Rancid, omonima band. Si tratta di un EP contenente cinque pezzi, di cui alcuni sono stati poi rimaneggiati con musica e testo diversi in vista del primo album.

## Tracce
1. I'm Not the Only One
2. Battering Ram
3. The Sentence
4. Media Controller
5. Idle Hands

## Formazione
- Tim Armstrong - voce e chitarra
- Matt Freeman - basso elettrico
- Brett Reed - batteria